# Franco Palmieri
Franco Palmieri (Forlì, 26 ottobre 1955) è un regista teatrale e attore italiano.

## Biografia
Si laurea nel 1979 presso l'Università degli studi di Bologna in storia del teatro, e a partire dallo stesso anno lavora come attore nel Teatro dell'Arca, partecipando ad oltre trenta allestimenti teatrali.
Sempre nel 1979 incontra il drammaturgo milanese Giovanni Testori, con cui collabora alla realizzazione dello spettacolo Interrogatorio a Maria. All'attività di attore affianca quella di organizzazione teatrale, curando numerosi eventi e rassegne di carattere nazionale.  Collabora nel 1997 con l'ISTA, scuola internazionale di arte dell'attore diretta da Eugenio Barba. 
Nel corso degli anni ottanta e novanta segue da vicino gli sviluppi del teatro dell'est Europa, in particolare con il Teatro Stary di Cracovia, con cui ha attivato una costante collaborazione artistica; nel 1998 collabora con K.Piesiewicz realizzando il progetto Decalogo per il teatro. Dal 1995  lavora stabilmente con la Compagnia degli Scalpellini di Bologna, con Teatro 26 di Firenze e con l'Associazione Skenè di Milano. 
Dal 1994 al 2000 è direttore artistico del Teatro dell'Arca.
Nel 1997 e 1998 è direttore artistico del Carnevale alla Fortezza, organizzato dal Comune di Firenze. 
Nel 2000 interpreta la parte di Paolo Giovio nel film di Ermanno Olmi Il mestiere delle armi, mentre nel 2001 ha il ruolo di Martino nel film Da zero a dieci di Luciano Ligabue. 
Dal 2000 diviene direttore artistico di Elsinor, società per la produzione, programmazione e distribuzione di teatro di prosa e teatro per ragazzi: l'anno seguente viene nominato direttore artistico dell'Istituto del Dramma Popolare di San Miniato; dal 2003 ha firmato regie a Madrid, Malaga, Parigi e New York.

## Teatrografia parziale

### Attore
- Sogno di una notte di mezza estate, regia di Tadeusz Bradecki
- La commedia degli errori, regia di Antonio Syxty
- L'annunzio a Maria regia di Antonio Syxty
- Rosencrantz and Guildestern are dead - L'Amleto secondo Tom Stoppard, regia di Letizia Quintavalla e Bruno Stori
- Decalogo 1, regia di Letizia Quintavalla

### Regista
- Zaccheo, nel deserto un albero, di Maurizio Monti e Davide Rondoni
- La vita è una notte, tratto da Giacomo Leopardi
- Assassinio nella cattedrale, di Thomas Stearns Eliot
- La rocca, di Thomas Stearns Eliot
- Sogno di una notte di mezza estate di William Shakespeare
- Giotto, l'uomo che dipinge il cielo, di Davide Rondoni
- Antonio, un atto, venti scene,  di Paolo Pivetti
- L'ultima al patibolo, di Gertrud von Le Fort
- Enrico V, di William Shakespeare,
- Le donne che servirono, di Peter Cameron
- Anatomie. Sei quadri su Leonardo, tratto dagli scritti anatomici di Leonardo Da Vinci
- The women who served, di Peter Cameron (New York - Blackfriars Repertory Theatre)
- Las mujeres que amaron di Peter Cameron (Madrid)

## Filmografia

### Attore
- Il mestiere delle armi, regia di Ermanno Olmi (2001)
- Da zero a dieci, regia di Luciano Ligabue (2002)